# Алвару-ди-Карвалью
Алвару-ди-Карвалью (порт. Álvaro de Carvalho) — муниципалитет в Бразилии, входит в штат Сан-Паулу. Составная часть мезорегиона Марилия. Входит в экономико-статистический микрорегион Марилия. Население составляет 4830 человек на 2006 год. Занимает площадь 152,623 км². Плотность населения — 31,6 чел./км².

## История
Город основан 24 декабря 1948 года.

## Статистика
- Валовой внутренний продукт на 2003 составляет 18 418 174,00 реала (данные: Бразильский институт географии и статистики).
- Валовой внутренний продукт на душу населения на 2003 составляет 4092,93 реала (данные: Бразильский институт географии и статистики).
- Индекс развития человеческого потенциала на 2000 составляет 0,730 (данные: Программа развития ООН).